# Dingelstädt
Dingelstädt é uma cidade da Alemanha localizado no distrito de Eichsfeld, estado da Turíngia. 

## História
Dingelstädt foi a sede do antigo Verwaltungsgemeinschaft de Dingelstädt. Os antigos municípios de Helmsdorf, Kefferhausen, Kreuzebra e Silberhausen foram incorporados a Dingelstädt em janeiro de 2019.

## Demografia
Evolução da população (em 31 de dezembro):
| - 1994 - 5.073 - 1995 - 5.101 - 1996 - 5.105 - 1997 - 5.092 | - 1998 - 5.070 - 1999 - 5.082 - 2000 - 5.059 - 2001 - 5.024 | - 2002 - 4.965 - 2003 - 4.922 - 2004 - 4.860 - 2005 - 4.798 |

Fonte: Thüringer Landesamt für Statistik